# Cuora yunnanensis
Cuora yunnanensis är en sköldpaddsart som beskrevs av  George Albert Boulenger 1906. Cuora yunnanensis ingår i släktet Cuora och familjen Geoemydidae. IUCN kategoriserar arten globalt som akut hotad. Inga underarter finns listade i Catalogue of Life.
Honor blir med en sköldlängd upp till 17,5 cm och en maximal vikt av 850 g större än hannar. De senare har en upp till 15 cm lång sköld och en vikt upp till 375 g.
Arten bara känd från en mindre region i provinsen Yunnan i Kina. Andra exemplar köptes på marknader i sydöstra Kina med oklar härkomst. Antagligen fångades dessa individer i provinsen Sichuan eller i Laos. Som habitat utpekas vattendrag, insjöar och träskmarker i kulliga områden eller i medelhöga bergstrakter.
Honan lägger en eller två gånger per år 4 till 8 ägg. Vid temperaturer mellan 28 och 30°C kläcks ungarna efter 64 till 68 dagar. De är vid denna tidpunkt 32 till 35 mm långa och väger 6,5 till 8,3 g.